# 稲沢操車場
座標: 北緯35度15分40秒 東経136度49分8秒 / 北緯35.26111度 東経136.81889度

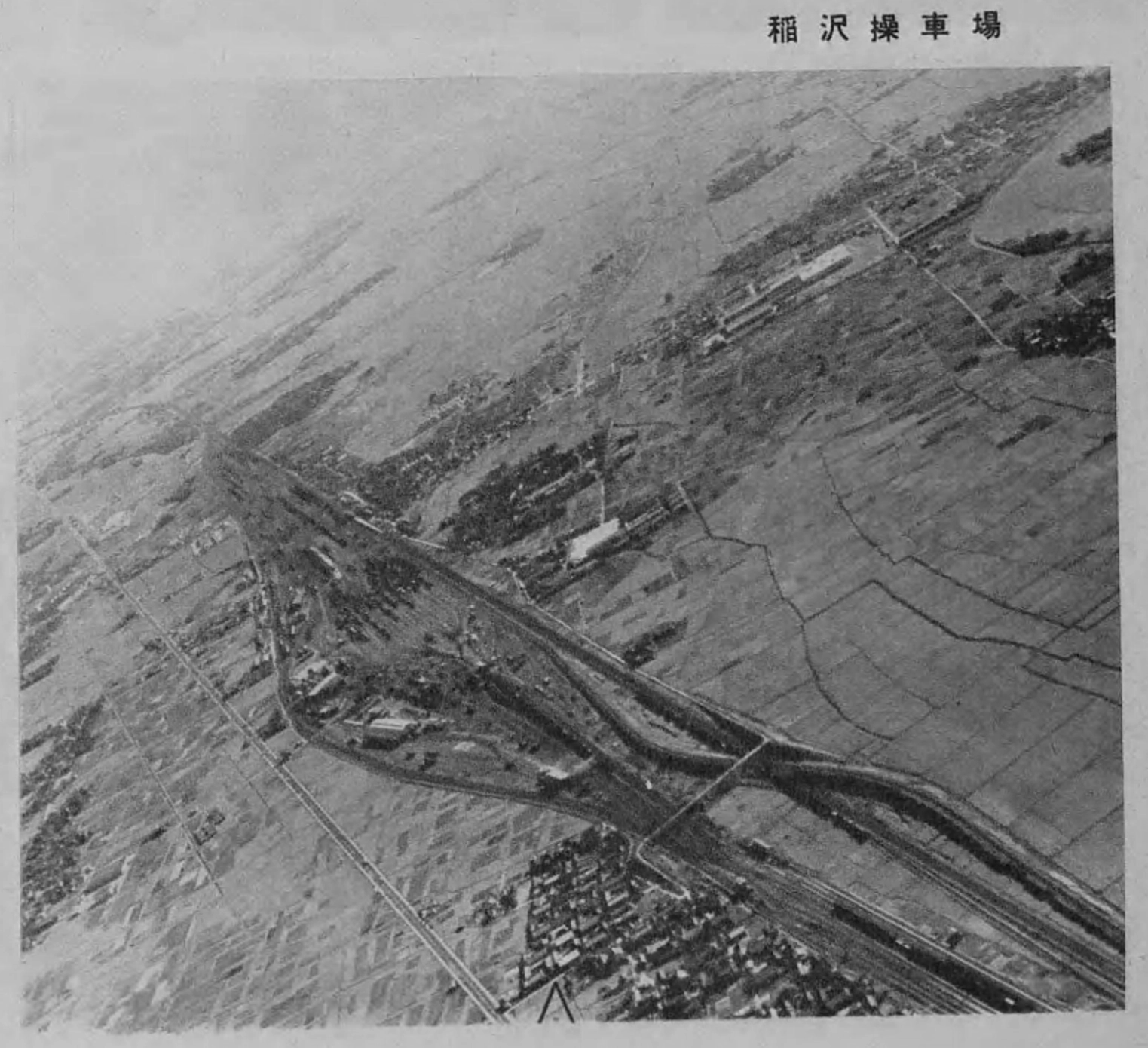
稲沢操車場（1962年）

稲沢操車場（いなざわそうしゃじょう）は、かつて愛知県稲沢市下津町にあった日本国有鉄道（国鉄）の操車場である。関東の新鶴見操車場（現・新鶴見信号場）や関西の吹田操車場（現・吹田貨物ターミナル駅）と並ぶ、日本三大操車場の一つとして数えられた、中部地方の中心たる操車場である。
なお、新鶴見操車場や吹田操車場とは異なり、停車場の種別としての「操車場」ではなく稲沢駅構内という扱いであった。本社指定組成駅の一つである。ハンプと呼ばれる小高い丘を持つハンプヤードであった。
操車場の規模は現在の五条川信号場から名神高速道路の高架付近まで及んでおり、電気機関車配置の稲沢第二機関区（現在の愛知機関区）、蒸気機関車・ディーゼル機関車配置の稲沢第一機関区が東海道本線の複々線区間の貨物線（稲沢線）側に設置されていた。

## 現在の状況
東海旅客鉄道（JR東海）稲沢駅の南方に、稲沢線上にある着発線が残っている。また、機関区（愛知機関区）も設置されたままである。
広大な操車場跡地の敷地は、プロレス団体の試合会場やミュージカル・サーカスなどの会場として使用され、2009年（平成21年）にはアピタ稲沢東店を核店舗とする大型商業施設「リーフウォーク稲沢」が開業している。また中日ドラゴンズのホームグラウンドの移転の際に最後まで残った候補地であった。

## 歴史
- 1925年（大正14年）1月16日 - 名古屋駅の操車機能を移す形で、稲沢駅構内に稲沢操車場を新設。
- 1984年（昭和59年）2月1日 - ヤード経由式輸送廃止。稲沢駅が「本社指定組成駅」の指定を解除され、新たに「輸送基地」に指定される。
- 1986年（昭和61年）11月1日 - 「輸送基地」の指定を解除。